# روبرتو مانچینی
روبرتو مانچینی (به انگلیسی: Roberto Mancini) (زاده ۲۷ نوامبر ۱۹۶۴) بازیکن پیشین و سرمربی کنونی فوتبال اهل ایتالیا است. 
او سابقه بازی در تیم‌های باشگاهی بولونیا، سمپدوریا، لاتزیو و همچنین لسترسیتی بازی کرده و در دوران بازیگری خود در تیم ملی ایتالیا ۳۶ بازی انجام داده است.
او مربیگری را در سال ۲۰۰۰ و به عنوان دستیار سون یوران اریکسون در باشگاه لاتزیو آغاز کرد و سپس به عنوان سرمربی، در تیم‌های فیورنتینا، لاتزیو، اینتر میلان، منچسترسیتی، گالاتاسرای و همچنین زنیت سن پترزبورگ فعالیت داشته است ودر رده ملی نیز در تیم تیم ملی ایتالیا مربیگری کرده است. او تاکنون به تمام افتخارات در عرصه باشگاهی (به عنوان بازیکن و مربی) دست یافته و تنها به قهرمانی در لیگ قهرمانان اروپا دست نیافته است هرچند به عنوان بازیکن و در سال ۱۹۹۲ با تیم سمپدوریا به فینال این رقابتها رسیده است ولی از کسب قهرمانی بازماند. هم‌اکنون و به خاطر افتخارات گوناگون در عرصه ملی و باشگاهی شاید بتوان نام مانچینی را در میان برترین مربیان حال حاضر فوتبال دنیا قرار داد.
مانچینی توانست تیم اینتر را پس از ۱۷ سال به مقام قهرمانی ایتالیا برساند. او همراه اینتر ۳ سال متوالی قهرمان سری آ شد. همچنین مانچینی به عنوان موفق‌ترین مربی اینترمیلان در ۳۰ سال گذشته شناخته می‌شود.مانچینی ۵ دوره پیاپی بین سال‌های ۲۰۰۴ تا ۲۰۰۸ به فینال جام حذفی ایتالیا رسید که یک بار با لاتزیو و ۴ بار با اینتر میلان بود.
با قهرمانی در لیگ برتر انگلستان در سال ۲۰۱۲ توانست باشگاه فوتبال منچسترسیتی را پس از ۴۴ سال به مقام قهرمانی لیگ انگلستان برساند.
همچنین مانچینی موفق شد پس از ۵۳ سال ایتالیا را به عنوان قهرمانی جام ملت‌های اروپا برساند.

## دوران اولیه زندگی
مانچینی در سال ۱۹۶۴ در شهر کوچک یسی در مارکهٔ ایتالیا به دنیا آمد ولی اندکی بعد به همراه پدر، مادر و خواهر کوچک‌ترش، استفانی به شهر کوهستانی روکاداشپیده نقل مکان کرد. زندگی مانچینی کوچک که یک کاتولیک بار آورده شده بود بیشتر حول و حوش مذهب و فوتبال می‌چرخید. در جوانی دستیار کشیش بود و برای تیم محلی فوتبال آئورا کالچو بازی می‌کرد. اولین مراسم عشای ربانی او با مسابقهٔ فوتبال تیمش هم‌زمان شده بود. نیمه‌های مراسم بود که مشخص شد مانچینی ۸ ساله غیبش زده است. کشیش محلی او که مسئولیت برگزاری مراسم عشای ربانی را بر عهده داشت، معمولاً به مربی‌گری فوتبال نیز می‌پرداخت. کشیش که شنیده بود تیمش در انتهای نیمهٔ اول ۲ بر هیچ عقب افتاده است، پس از آنکه «جسم و خون عیسی را به مانچینی جوان داد» (نان و شراب در مراسم عشای ربانی نمادی از گوشت و خون عیسی در نظر گرفته می‌شوند)، از او پرسید که آیا کفش‌های فوتبال و ساک ورزشی‌اش را به همراه دارد. روبرتو پاسخ داد که آن‌ها در رختکن هستند و کشیش از او خواست که بی‌سروصدا و بدون آنکه چیزی به پدرش بگوید از در پشتی خارج شود و آن‌ها را بپوشد چرا که تیم به او نیاز دارد.

## دوران بازیگری باشگاهی

### بولونیا

مانچینی جوان در کنار جوزپه گالدرسی در مسابقه میان بولونیا ویونتوس فصل ۱۹۸۲–۱۹۸۱

مانچینی برخلاف بسیاری از همکاران خود که اکنون مربیانی موفقی هستند و بازیکنان بزرگی نبوده‌اند هم بازیکن بزرگی بوده و هم در حال حاضر به‌عنوان یک مربی خوشنام شناخته می‌شود. مانچینی فوتبال خود را به عنوان مهاجم در سال ۱۹۸۱ در تیم بولونیا آغاز کرد و در نخستین فصل حضورش، ۳۰ بازی انجام داد و ۹ گل زد.

### سمپدوریا

شادی پس ازگل مانچینی و جانلوکا ویالی در سمپدوریا

بین سال‌های ۱۹۸۲ و ۱۹۹۷ برای سمپدوریا بازی کرد و آنجا در مجموع به همراه زوج خط حمله خود، جان لوکا ویالی نقش عمده‌ای در تبدیل باشگاه آن سال‌ها به موفق‌ترین دوره تاریخ‌اش داشت. مانچینی در ۱۲ سپتامبر ۱۹۸۲ به سمپدوریا پیوست و تا سال ۱۹۹۷ در این تیم بازی کرد. مانچینی در ۲۴۲ بازی لیگ برای سمپدوریا به میدان رفت و در آن مدت ۱۳۲ گل به ثمر رساند. چند بار با این تیم قهرمان جام حذفی ایتالیا شد و در سال ۱۹۹۱ تیمش را به تنها قهرمانی در سری آ تا آن زمان رهنمون کرد. به علاوه سمپدوریا با مانچینی در سال ۱۹۹۰ قهرمان جام در جام اروپا شد و دو سال بعد به فینال لیگ قهرمانان اروپا رسید که در آن بازی در وقت اضافه به بارسلونا از اسپانیا باخت.
از جمله افتخارات او با تیم سمپدوریا به عنوان بازیکن قهرمانی در سری آ در فصل ۱۹۹۱–۱۹۹۰ و قهرمانی در جام حذفی در فصل‌های ۱۹۸۵–۱۹۸۴ و ۱۹۸۸–۱۹۸۷ و ۱۹۸۹–۱۹۸۸ و ۱۹۹۴–۱۹۹۳ است. او همچنین در این تیم قهرمان جام در جام اروپا (که حالا دیگر برگزار نمی‌شود) در سال ۱۹۹۰–۱۹۸۹ و نایب قهرمان همین جام در فصل ۱۹۸۹–۱۹۸۸ شد. او با سمپدوریا نایب قهرمان لیگ قهرمانان اروپا در سال ۱۹۹۲ شد.

### لاتزیو
بعد از پانزده سال بازی در سمپدوریا، در سال ۱۹۹۷ به مدت سه سال به لاتزیو پیوست که در آنجا ۸۷ بازی انجام داد و ۱۵ گل هم زد. او با لاتزیو قهرمانی‌های متعدد رسید. از جمله توانست به همراه این تیم قهرمانی در سری آ در سال ۲۰۰۰–۱۹۹۹ و قهرمانی در جام حذفی ایتالیا طی سال‌های ۱۹۹۸–۱۹۹۷ و فصل ۲۰۰۰–۱۹۹۹ را با این تیم به دست آورد. او در فصل ۱۹۹۸–۱۹۹۹ با لاتزیو به قهرمانی آخرین دوره جام در جام اروپا رسید. در همان سال آن‌ها موفق شدند با غلبه بر منچستر یونایتد قهرمانی در جام برتر اروپا را هم به دست آورند.

### لستر سیتی
مانچینی در ژانویه ۲۰۰۱ به‌طور قرضی به لسترسیتی پیوست و اولین بازی خود برای این تیم را مقابل آرسنال و در سن ۳۶ سالگی انجام داد اما نتوانست تعداد زیادی بازی به صورت ثابت در ترکیب این تیم حضور یابد. سرانجام در ماه فوریه بنا به دلایل شخصی از این تیم جدا شد و مربیگری فیورنتینا را برعهده گرفت با وجود این، او زمان حضور خود در لسترسیتی را به عنوان دوره‌ای که در آن علاقه به کار در لیگ انگلستان پیدا کرد یاد می‌کند. بعدها این علاقه او را برای قبول کار در شهر منچستر متقاعد کرد.

## دوران بازی (ملی)
با وجود موفقیت در سطح باشگاهی، مانچینی در تیم ملی ایتالیا درخششی نداشت و هیچ‌گاه نتوانست موفقیت بزرگی به دست آورد. او در تیم زیر ۲۱ ساله‌های ایتالیا بازی کرد و با این تیم به موفقیت‌هایی دست یافت که از آن جمله رسیدن به نیمه نهایی در بازی‌های ۱۹۸۴ و همچنین نایب قهرمانی در بازی‌های سال ۱۹۸۶ بوده است. او اولین بازی ملی خود را برای ایتالیا در برابر کانادا و در سال ۱۹۸۴ انجام داد. بین سال‌های ۱۹۸۴ و ۱۹۹۴، ۳۶ بار پیراهن تیم ملی کشورش را پوشید و چهار گل هم زد و با این تیم در سال ۱۹۸۸ در جام ملت‌های اروپا در آلمان و نیز در سال ۱۹۹۰ در جام جهانی در کشور خود حضور داشت، اما با حضور جان لوکا ویالی و روبرتو باجو کمتر به او فرصت بازی رسید. پس از اختلاف و درگیری با آریگو ساچی، پیش از آغاز جام جهانی ۱۹۹۴ از تیم ملی کناره‌گیری کرد. شاید بدشانسی مانچینی این بود که با بازیکن بزرگی مثل روبرتو باجو، جیان‌فرانکو زولا و کمی پس از آن هم آلساندرو دل‌پیرو و فرانچسکو توتی در یک دوران بازی می‌کرد و با آن‌ها هم‌پست بود برای همین فرصت بازی در تیم ملی کمتر به او رسید.
تنها افتخار ملی او کسب عنوان سومی جام جهانی ۱۹۹۰ همراه با تیم ملی ایتالیا بود.

## دوران مربیگری

### فیورنتینا
مانچینی مربیگری را با تیم فیورنتینا در فصل ۲۰۰۱–۲۰۰۰ آغاز کرد. او در میانه این فصل جانشین فاتح تریم (مربی اهل ترکیه) شد و با این تیم به قهرمانی جام حذفی دست یافت. اما این موفقیت دوام نداشت باشگاه فیورنتینا به دلیل مشکلات مالی بیشتر ستارگانش را از دست داد که معرفترین آن‌ها روی کاستا و فرانچسکو تولدو بودند که روی کاستا به میلان پیوست و فرانچسکو تولدو به اینتر میلان و همین موضوع باعث شد او در فصل بعد (۲۰۰۱–۲۰۰۲) با مشکلات فراوانی روبرو شود. حتی اوضاع به گونه‌ای بود که خود مانچینی درخواست بازی در تیم را داد؛ درخواستی که مورد پذیرش واقع نشد. سرانجام به دلیل مشکلات مالی و نتایج ضعیف تیم در میانه فصل ۲۰۰۱–۲۰۰۲ از فیورنتینا جدا شد.

### لاتزیو

#### ۲۰۰۲–۲۰۰۳
او پس از فیورنتینا هدایت لاتزیو را برعهده گرفت (۲۰۰۲) و جانشین آلبرتو زاکرونی شد که آن تیم هم در شرایط خوب مالی نبود. از جمله آن‌ها مجبور شدند نستا و کرسپو را به باشگاه‌های میلانی (میلان و اینتر) بفرستند و در طی دو فصل حضور در این تیم نتایج خوبی کسب کردند. او در فصل ۲۰۰۲–۲۰۰۳ این تیم را به نیمه نهایی جام یوفا رساند و با شکست برابر پورتو و شاگردان مورینیو از رسیدن به فینال بازماند. اما در همین فصل با این تیم که به علت شرایط بد مالی وضعیت خوبی نداشت، توانست به عنوان تیم چهارم به لیگ قهرمانان اروپا صعود کند. از به‌یادماندنی‌ترین نتایج این فصل (۲۰۰۲–۲۰۰۳) برد ۲ بر ۱ لاتزیو مقابل یوونتوس در دل آلپی و تساوی ۳ بر ۳ با اینتر بود. بازی با اینتر در حالی ۳ بر ۳ شد که لاتزیو ابتدا ۳ بر صفر جلو افتاده بود.

#### ۲۰۰۳–۲۰۰۴
او توانست با لاتزیو قهرمانی در جام حذفی ایتالیا را در فصل ۲۰۰۳–۲۰۰۴ به دست آورد. او همچنین در این فصل به همراه لاتزیو به مقام ششم رسید در پایان این فصل به دلیل مشکلات مالی لاتزیو این باشگاه را ترک کرد و به اینترمیلان پیوست.

### اینتر میلان

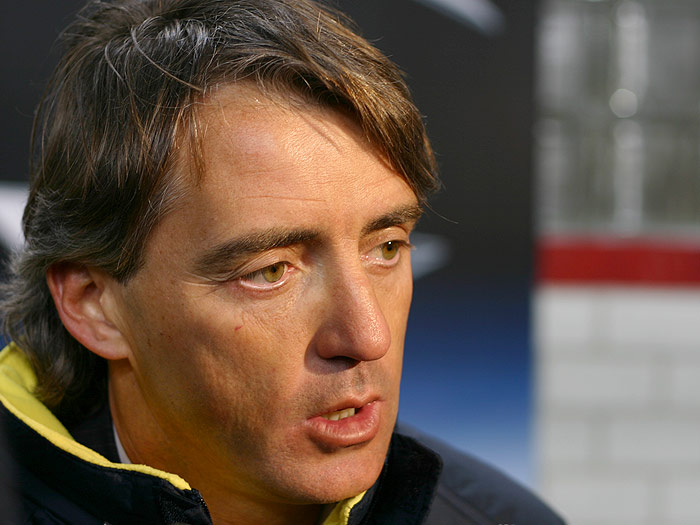
مانچینی بین سال‌های ۲۰۰۴ تا ۲۰۰۸ در اینترمیلان مربیگری کرد

روبرتو مانچینی در سال ۲۰۰۴ هدایت اینتر میلان را برعهده گرفت. ماسیمو موراتی مالک اینتر این مربی جوان را جانشین آلبرتو زاکرونی (مربی ناموفق این تیم) کرد.

#### ۲۰۰۴–۲۰۰۵
او در فصل ابتدایی حضورش (۲۰۰۵–۲۰۰۴) در اینترمیلان موفق به قهرمانی در جام حذفی ایتالیا شد و این تیم را در سری آ به عنوان سومی‌رساند. در این فصل او اینترمیلان را به مرحله یک چهارم نهایی لیگ قهرمانان اروپا رساند و با شکست مقابل تیم میلان حذف شد.

#### ۲۰۰۵–۲۰۰۶
در سال ۲۰۰۵ با غلبه برتیم یوونتوس قهرمان سوپر جام ایتالیا شد. درفصل دوم(۲۰۰۶–۲۰۰۵) حضور در این تیم موفق شد اینتر را بار دیگر به مقام قهرمانی جام حذفی ایتالیا ایتالیا برساند و در سری آ بار دیگر به عنوان سومی رسید. او در دو فصل ابتدایی حضورش قهرمان جام حذفی ایتالیا شد، اما این موضوع رضایت موراتی را به همراه نداشت چون او قهرمانی در سری آ و لیگ قهرمانان اروپا را می‌خواست. مانچینی در آستانه برکناری بود اما دست تقدیر سرنوشت دیگری را رقم زد. به دنبال قضیه کالچو پولی قهرمانی توسط دادگاه از یوونتوس گرفته شد و به اینتر داده شد. شاید این جایزه فوتبال پاکی بود که اینتر انجام می‌داد. در این فصل او اینترمیلان را به مرحله یک چهارم نهایی لیگ قهرمانان اروپا رساند و با شکست مقابل تیم ویارئال حذف شد.

#### ۲۰۰۶–۲۰۰۷
در سال ۲۰۰۶ با برتری برتیم رُم قهرمان سوپر جام ایتالیا شد. او در این فصل قهرمانی سری آ را بدست آورد ثبت رکورد ۱۷ پیروزی پیاپی و کسب ۹۷ امتیاز در یک فصل (طی فصل ۲۰۰۷–۲۰۰۶) ارزشمندترین رکوردهای تاریخ اروپا را به نام شاگردان مانچینی کرد و نراتزوری‌ها توانستند با ۲۲ امتیاز اختلاف نسبت به تیم دوم قهرمانی ایتالیا را جشن بگیرند. در این فصل او اینترمیلان را به مرحله یک‌هشتم نهایی لیگ قهرمانان اروپا رساند و با شکست مقابل تیم والنسیا حذف شد.

#### ۲۰۰۷–۲۰۰۸
او در فصل ۲۰۰۸–۲۰۰۷ برای سومین بار پیاپی قهرمان سری آ شد، ولی با این وجود در سال ۲۰۰۸ مانچینی از کار در اینتر برکنار و خوزه مورینیو به عنوان جانشین او در تیم اینتر مشغول به فعالیت شد. در این فصل او اینترمیلان را به مرحله یک‌هشتم نهایی لیگ قهرمانان اروپا رساند و با شکست مقابل تیم لیورپول حذف شد. او در کسب عنوان قهرمانی در لیگ قهرمانان ناکام بود و شاید دلیل اخراجش همین موضوع بود. و در نهایت خوزه مورینیو پرتغالی جانشین او در اینتر میلان شد
او با اینتر ۳ بار فاتح سری آ باشگاهی ایتالیا و ۲ بار فاتح جام حذفی شد. مانچینی دو بار هم طی فصل‌های ۲۰۰۷–۲۰۰۶ و ۲۰۰۸–۲۰۰۷ با شکست برابر تیم رم از کسب این جام بازماند. همچنین ۲ بار درسال‌های ۲۰۰۵ و ۲۰۰۶ قهرمان سوپر جام ایتالیا شد. در سال ۲۰۰۵ با غلبه بر تیم یوونتوس و در سال ۲۰۰۶ با برتری برتیم رُم به این عنوان دست یافت.

### منچستر سیتی

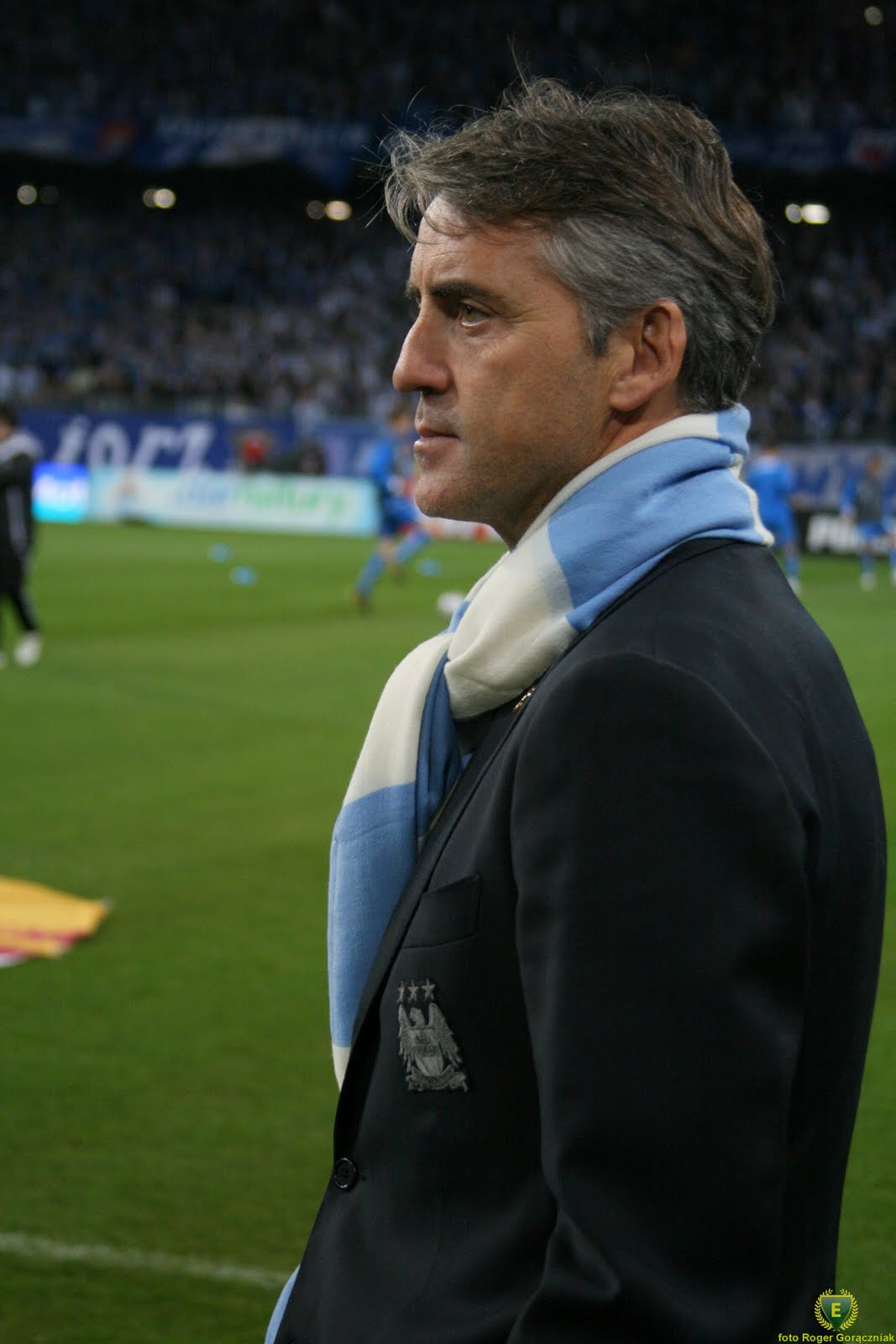
او در میانه فصل ۲۰۱۰–۲۰۰۹ هدایت باشگاه منچسترسیتی را برعهده گرفت

پس از اخراج از اینتر شایعات زیادی از مذاکره او برای پیوستن به تیم‌هایی همچون چلسی و رئال مادرید منتشر شد، شایعاتی که رنگ واقعیت به خود نگرفت تا سرانجام مانچو در اواخر سال ۲۰۰۹ و بعد از نتایج ضعیف منچستر سیتی تحت رهبری مارک هیوز، هدایت این تیم انگلیسی را بر عهده گرفت. به این ترتیب او هم به جمع مربیان ایتالیایی، مانند کاپلو و آنجلوتی و دیگرانی پیوست که به انگلیس مهاجرت کردند؛ و در آن زمان در انگلستان مشغول به کار بودند.

#### ۲۰۱۰–۲۰۰۹
او در میانه فصل ۲۰۱۰–۲۰۰۹ با قراردادی ۳/۵ ساله به منچستر سیتی پیوست ورود او تأثیر سریعی بر موفقیت این تیم گذاشت و آن‌ها موفق به کسب چهار پیروزی متوالی شدند. از جمله برتری ۲ بر ۱ مقابل منچستریونایتد در نیمه نهایی کارلینگ کاپ هرچند در بازی برگشت از منچستر یونایتد با نتیجه ۳ بر ۱ شکست خورد و همچنین با شکست مقابل تاتنهام از راهیابی به لیگ قهرمانان بازماند، او توانست این تیم را از رده نهم لیگ برتر انگلستان در فصل قبل (۲۰۰۸–۲۰۰۹) به رده پنجم در فصل (۲۰۱۰–۲۰۰۹) برساند و این تیم را راهی لیگ اروپا کند. از جمله نتایج خوب او در این فصل (۲۰۱۰–۲۰۰۹) می‌توان به پیروزی ۴ بر ۲ مقابل تیم چلسی در استمفورد بریج اشاره کرد. سران باشگاه منچستر سیتی و مالک متمول این تیم، شیخ منصور بن زاید آل نهیان، امید زیادی به موفقیت او داشتند و حدس و گمان‌هایی مبنی بر اینکه ممکن است در صورت راه نیافتن منچسترسیتی به لیگ قهرمانان اروپا او شغل خود را از دست دهد اشتباه بود.

#### ۲۰۱۰–۲۰۱۱

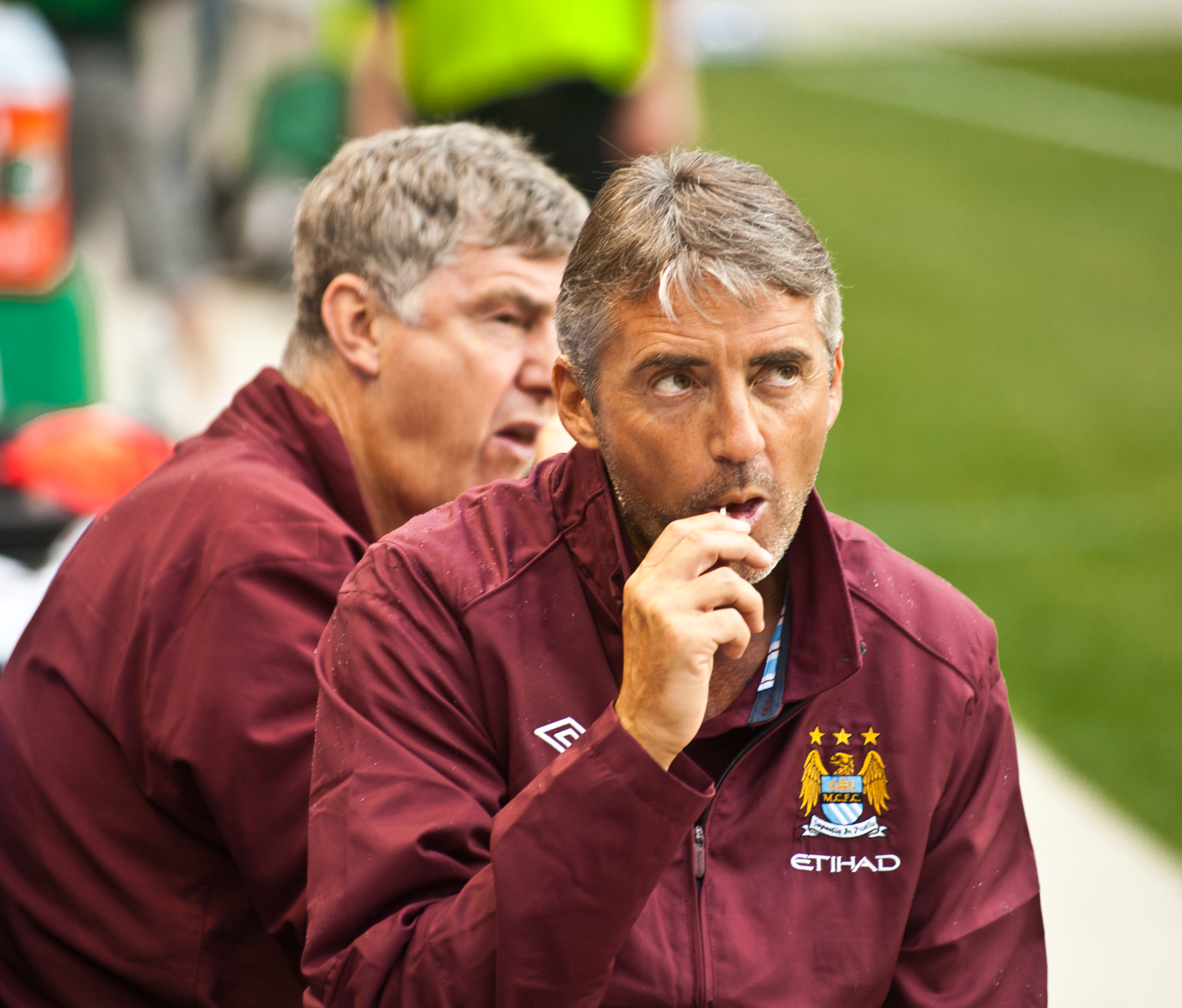
روبرتو مانچینی ودستیارش برایان کید در پیش فصل۲۰۱۰–۲۰۱۱ (تابستان)

باشگاه فوتبال منچسترسیتی در ابتدای این فصل بازیکنانی مانند ژرومه بواتنگ و داوید سیلوا و یحیی توره و الکساندر کلاروف را به خدمت گرفت. به خاطر نتایج نه چندان خوب تیم در ابتدای فصل فشارها بر مانچینی افزایش یافت و به خاطر تاکتیک‌های خود در دیدار با منچستریونایتد (که ۰–۰ تمام شد) و همچنین بیرمنگهام انتقادات از او افزایش یافت. اما در ماه دسامبر و اوایل ژانویه آن‌ها نتایج خوبی کسب کردند و به صدر جدول نزدیکتر شدند همچنین مانچینی به عنوان برترین مربی ماه دسامبر سال ۲۰۱۰ انگلستان برگزیده شد. آنها در فصل ۲۰۱۱–۲۰۱۰ لیگ اروپا توانستند در گروهی که گروه مرگ نام داشت با حذف تیم یوونتوس به عنوان تیم اول از گروه خود صعود کنند از دیگر نتایج آن‌ها در نیم فصل اول فصل ۲۰۱۱–۲۰۱۰ پیروزی در بازی‌های خانگی مقابل تیم‌های لیورپول و چلسی بود آن‌ها لیورپول را با نتیجه ۳ بر ۰ شکست دادند و مقابل چلسی به برتری ۱ بر ۰ رسیدند گرچه در بازی برگشت در خانه این حریفان (لیورپول و چلسی) شکست خوردند. منچسترسیتی در فصل ۲۰۱۱–۲۰۱۰ با شکست مقابل دینامو کیف از لیگ اروپا حذف شد. آن‌ها در بازی نیمه نهایی جام حذفی انگلستان با برتری ۱ بر ۰ مقابل منچستر یونایتد به فینال راه یافتند. منچسترسیتی با پیروزی بر استوک سیتی در ۱۴ مه ۲۰۱۱ جام حذفی را از آن خود کرد. همچنین آنها با کسب عنوان سوم لیگ برتر انگلستان توانستند در پایان فصل ۲۰۱۱–۲۰۱۰ سهمیه لیگ قهرمانان اروپا را هم کسب کنند. همین‌طور در پایان فصل مقابل بولتون به پیروزی رسیدند و فقط تفاضل گل کمتر از چلسی منجر شد تا آن‌ها در جایگاه سوم قرار گیرند همچنین در پایان فصل سران سیتی به او پاداش یک میلیون پوندی دادند.

#### ۲۰۱۱–۲۰۱۲

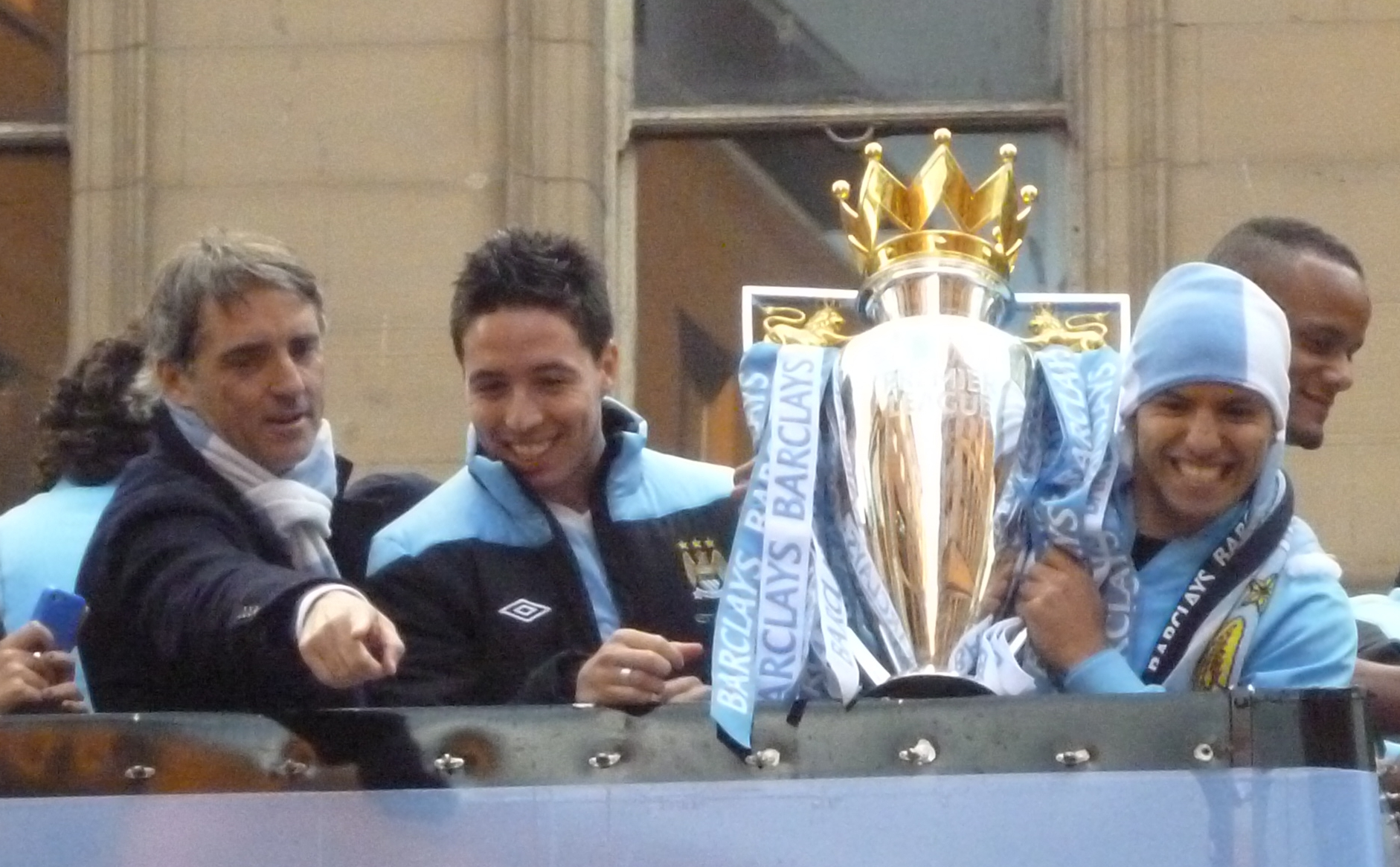
مانچینی (چپ)، سمیر نصری و سرخیوآگرو با جام لیگ برتر انگلستان در جشن پیروزی در شهر منچستر، مه سال ۲۰۱۲

در این فصل آن‌ها بازیکنانی مانند نصری و آگرو را به خدمت گرفتند و در مقایسه با سال‌های قبل هزینه کمتری کردند. در ۱۴ بازی ابتدایی لیگ برتر توانست در ۱۲ بازی پیروز شود در این فصل بازیکنانی مانند نصری و سیلوا و همچنین آگرو نمایش خوبی از خود ارائه کردند و ادین ژکو احیا شد. در لیگ قهرمانان اروپا منچسترسیتی همراه با تیم‌های بایرن مونیخ و ناپولی و ویارئال در گروه یک این رقابت‌ها (که گروه مرگ نامیده می‌شد) قرار گرفت و در پایان در این گروه سوم شد و به لیگ اروپا رفت. در آنجا هم توفیقی کسب نکرد در جام حذفی انگلستان با شکست مقابل منچستر یونایتد از این جام حذف شد. در این بازی ابتدا سیتی با نتیجه ۳–۰ عقب افتاد و در نیمه دوم با ایجاد تغییرات تاکتیکی و در حالی که تیم سیتی ده نفره شده بود توانست دو گل را جبران کند و نتیجه را به۳–۲ تبدیل کند و در کارلینگ کاپ در مرحله نیمه نهایی این رقابت‌ها در مجموع دو بازی رفت و برگشت مقابل لیورپول شکست خورد و از این رقابت‌ها کنار رفت.
در لیگ برتر انگلستان و در فصل ۱۲–۲۰۱۱ منچسترسیتی توانست در دو بازی رفت و برگشت رقیب همشهری خود منچستر یونایتد را شکست دهد که یکی از این نتایج نتیجه ۶ بر ۱ در الدترافورد بود. در بازی برگشت در خانه توانست ۱ بر ۰ این تیم را شکست دهد آن‌ها رکورد ۲۰ پیروزی متوالی خانگی را برجای گذاشتند و موفق شدند تیم‌های چلسی و لیورپول و آرسنال را در خانه شکست دهند و در پایان با یک پیروزی دراماتیک ۳ بر ۲ مقابل کویینز پارک رنجرز قهرمان لیگ برتر انگلستان شدند. در این بازی منچستر سیتی تا دقیقه ۹۰ بازی، ۱ بر ۲ مقابل حریف عقب بود ولی در وقت‌های اضافه توانست نتیجه را تغییر دهد و پس از ۴۴ سال قهرمان لیگ انگلستان شود. مانچینی پس از این قهرمانی اعلام کرد که این قهرمانی خواست خدا بوده است پس از این قهرمانی مانچینی با پیشنهاد ۱۵ میلیون پوندی از سوی سران باشگاه برای تمدید قراردادش برای سه سال دیگر مواجه شد.

#### ۲۰۱۲–۲۰۱۳
مانچینی اعلام کرد در این فصل هدف اولش کسب عنوان قهرمانی در لیگ قهرمانان اروپا است. همچنین اعلام کرد این فصل در نقل و انتقالات فعالیت کمتری خواهد کرد. این فصل همچنین با بازی سیتی مقابل چلسی در جام خیریه آغاز خواهد شد.
در ماه ژوئیه سال ۲۰۱۲ او با یک پیشنهاد نجومی از سوی تیم ملی روسیه مواجه شد بر اساس این پیشنهاد او طی ۶ سال ۳۵ میلیون پوند از تیم ملی روسیه دریافت می‌کرد اما او بارد این پیشنهاد در تیم منچستر سیتی ماندگار شد و قراردادش با این تیم را تمدید کرد، قراردادی که او را به گران‌ترین مربی لیگ برتر تبدیل می‌کرد او قراردادش را با سیتی تا سال ۲۰۱۷ تمدید کرد
منچستر سیتی توانست با پیروزی ۳ بر۲ مقابل چلسی قهرمانی در جام خیریه را کسب کند
در گروه مرگ لیگ قهرمانان با تیم‌های دورتموند و رئال مادرید هم گروه شد آن‌ها در دو بازی مقابل رئال مادرید قرار گرفتند که دراولی و در سانتیاگو برنابئو ۳ بر۲ مغلوب شدند و در ورزشگاه خانگی خود به تساوی ۱بر۱ دست یافتند و سرانجام از لیگ قهرمانان اروپا حذف شدند. در لیگ برتر انگلستان نیز منچستر سیتی به جایگاه دوم دست یافت همچنین با شکست ۱ بر ۰ مقابل ویگان در جام حذفی انگلستان هم به مقام دوم دست یافت ۲ روز پس از شکست از ویگان مانچینی از منچسترسیتی اخراج شد این برکناری مورد انتقاد مربیان سرشناس لیگ برتر از جمله فرگوسن و ونگر قرار گرفت
او در نامه‌ای از هواداران سیتی در نشریه «منچستر ایونینگ استاندارد» در یک صفحه کامل به خاطر حمایت شان از او تشکر کرد.

### گالاتاسرای
مانچینی در ۳۰ سپتامبر ۲۰۱۳ هدایت گالاتاسرای ترکیه را برعهده گرفت و جانشین فاتح تریم شد. گالاتاسرای توانست با برتری ۱ بر ۰ بر یوونتوس و حذف این تیم از لیگ قهرمانان به عنوان تیم دوم گروه خود صعود کند گالاتاسرای در مرحله یک هشم نهایی با چلسی رو به رو شد آن‌ها پس از تساوی ۱–۱ در استانبول در بازی برگشت با نتیجه ۲–۰ در لندن شکست خوردند و در مجموع با باخت ۳بر۱ حذف شدند او توانست در فصل ۲۰۱۳–۲۰۱۴ گالاتاسرای را به مقام قهرمانی در جام حذفی ترکیه برساند و با کسب مقام نایب قهرمانی لیگ ترکیه با این تیم سهمیه حضور در لیگ قهرمانان اروپا را برای فصل ۲۰۱۴–۲۰۱۵ کسب کند. او پس از ۹ ماه حضور در گالاتاسرای در ژوئن ۲۰۱۴ این باشگاه را ترک کرد.

### اینترمیلان

#### ۲۰۱۴–۲۰۱۵
مانچینی در ۱۴ نوامبر ۲۰۱۴ برای دومین مرتبه هدایت اینتر میلان را برعهده گرفت و جانشین والتر ماتزاری شد. هنگامی که او هدایت اینتر را برعهده گرفت این تیم در مکان نهم جدول سری آ قرار داشت. او در نخستین بازی مقابل تیم میلان و در دربی دلا مادونینا به تساوی ۱ بر ۱ دست یافت.
اینتر با شکست ۱–۰ مقابل ناپولی از کوپاایتالیا حذف شد.
اینتر با شکست مقابل ولفسبورگ از لیگ اروپا حذف شد.
اینتر با وجود پیروزی در بازی آخر سری آ موفق به صعود به لیگ اروپا نشد و در پایان فصل در رده هشتم لیگ قرار گرفت.

#### ۲۰۱۵–۲۰۱۶
از مهم‌ترین نتایج آن‌ها در این فصل پیروزی ۱ بر ۰ مقابل میلان در دربی میلان بود. همچنین موفق شدند دربرابر رم به پیروزی ۱ بر ۰ دست پیدا کنند. اینتر در بازی برگشت مقابل میلان با نتیجه ۳ بر ۰ شکست خورد. اینتر میلان در کوپا ایتالیا با پیروزی ۲ بر ۰ مقابل ناپولی به نیمه نهایی این رقابت‌ها صعود کرد. در دیدار جام حذفی میان اینتر و ناپولی به علت بیان الفاظ نژادپرستانه از سوی مربی ناپولی درگیری میان او و مائوریزیو ساری رخ داد..
اینتر در بازی رفت نیمه نهایی کوپا ایتالیا در ورزشگاه یوونتوس با نتیجه ۳ بر ۰ از یوونتوس شکست خورد.
اینتر در بازی برگشت نیمه نهایی کوپا ایتالیا در ورزشگاه سن سیرو با نتیجه ۳ بر ۰ یوونتوس را شکست داد و بازی به وقت اضافه و پنالتی کشید و اینتر در ضربات پنالتی شکست خورد.
در پایان این فصل اینتر با کسب ۶۷ امتیاز به مقام چهارم رسید و راهی لیگ اروپا شد این بهترین مقام این تیم در ۵ سال اخیر (از سال ۲۰۱۱ تا ۲۰۱۶) بود.
پس از پایان فصل مانچینی با توهیر توافق کرد تا ۱ سال دیگر در این تیم بماند. در تابستان ۲۰۱۶ اینتر به گروه سانینگ فروخته شد.
پس از مدتی او با سران جدید باشگاه اینتر دچار اختلاف جدی شد.
در نهایت این اتفاقات منجر به پایان همکاری بین او و تیم اینتر شد و مانچینی چند هفته پیش از شروع مسابقات از مربیگری اینتر کناره‌گیری کرد.فیلیپو، پسر مانچینی در این رابطه گفت: "پدرم نوع متفاوتی از فوتبال را ارائه می‌داد. در ابتدا همه چیز خوب بود اما با ورود مالکان چینی، ما احساس کردیم که آن‌ها فوتبال را درک نمی‌کنند و به دنبال مسائل مالی و تجارت هستند.
در گذشته، مالکان اینتر با تمام وجود در خدمت تیم بودند اما گروه جدید بیشتر به این تیم به صورت یک اسباب بازی و وسیله تفریح نگاه می‌کنند.

### زنیت سن پترزبورگ
مانچینی در ۱ ژوئن ۲۰۱۷ هدایت زنیت سن پترزبورگ را برعهده گرفت.او در ۱۳ می ۲۰۱۸ از هدایت این تیم کناره‌گیری کرد.

### تیم ملی ایتالیا

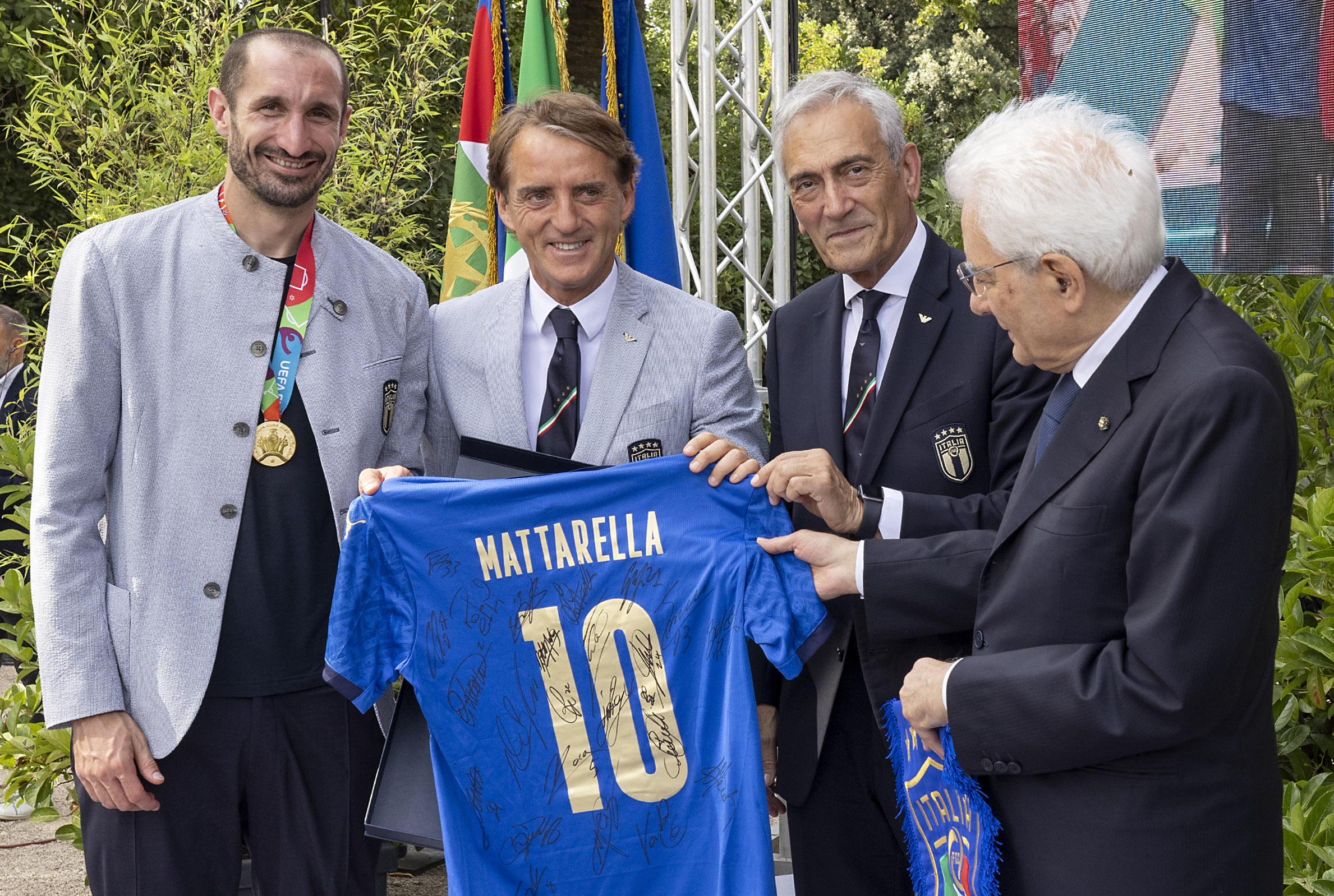
مانچینی (وسط)، رئیس‌جمهور سرجو ماتارلا و جورجو کیه‌لینی همراه با پیراهن ایتالیا بعد از قهرمانی یورو ۲۰۲۰

در ۱۴ می ۲۰۱۸ او به عنوان سرمربی تیم ملی ایتالیا انتخاب شد.
او پس از رسیدن به این سمت عنوان کرد: «به نظرم سرمربیگری تیم ملی بزرگ‌ترین رؤیای هر سرمربی است، سپس در هر لحظه از دوران حرفه‌ای ما تصمیماتی است که باید گرفته شود. مربیانی هستند که ترجیح می‌دهند در رده باشگاهی کار کنند و هر روز بازیکنان‌شان را ببینند. من اما سال‌ها مربیگری کرده‌ام و این زمان مناسبی برای هدایت تیم ملی ایتالیا بود چون باید کاری برای آتزوری بکنیم.»
در ۱۲ اکتبر ۲۰۱۹، ایتالیا پس از پیروزی ۲–۰ خانگی مقابل یونان، در حای که هنوز سه مسابقه به پایان رقابت‌های مقدماتی مانده بود توانست به یورو ۲۰۲۰ راه پیدا کند.بعد از صعود به یورو ۲۰۲۰، قرارداد او تا سال ۲۰۲۲ تمدید شد. در ۱۵ اکتبر ۲۰۱۹، ایتالیا با پیروزی ۵–۰ خارج از خانه مقابل لیختن اشتاین، در نهمین مسابقه متوالی خود با هدایت مانچینی پیروز شد و این رکورد برابر با رکورد ویتوریو پوتسو را بین سالهای ۱۹۳۸ و ۱۹۳۹ بود. در ۱۵ نوامبر ۲۰۱۹، با پیروزی ۳–۰ خارج از خانه مقابل بوسنی و هرزگوین، او رکورد پوتسو را شکست و ایتالیا را به دهمین پیروزی متوالی و همچنین رکورد ششمین پیروزی متوالی در خارج از خانه رساند. این رکورد سه روز بعد با پیروزی ۹–۱ خانگی مقابل ارمنستان به ۱۱ برد متوالی افزایش یافت. با این نتیجه همچنین ایتالیا در تمام مسابقات مقدماتی یورو ۲۰۲۰ در گروه جی برنده شد و رکورد بی‌سابقه از ۱۰ پیروزی را در مقدماتی یک تورنمنت در سال ۲۰۱۹ ثبت کرد.
در ۲۶ ژوئن ۲۰۲۱ و با برتری بر تیم ملی اتریش در یورو ۲۰۲۰ به رکورد ۳۱ بازی بدون شکست رسید و از رکورد قبلی که با ۳۰ بازی بدون شکست در اختیار ویتوریو پوتسو بود عبور کرد
در سپتامبر ۲۰۲۱ با عبور از رکورد اسپانیا توانست با ۳۶ بازی بدون شکست به همراه برزیل به رکورد شکست ناپذیری در بازی‌های ملی برسدایتالیا در ۸ سپتامبر ۲۰۲۱ و پس از برتری مقابل لیتوانی با رساندن رکورد خود به ۳۷ بازی بدون شکست به تنهایی صاحب عنوان شکست‌ناپذیرترین تیم ملی در تاریخ فوتبال جهان شد

#### یورو ۲۰۲۰
در سال ۲۰۲۱ او موفق شد همراه تیم ایتالیا و با برتری مقابل انگلستان در ضربات پنالتی قهرمان یورو ۲۰۲۰ شود.

#### مقدماتی جام جهانی ۲۰۲۲
ایتالیا در مرحله مقدماتی جام جهانی ۲۰۲۲ در گروه خود دوم شد و به پلی‌آف این رقابتها راه یافت ولی آنجا با شکست در دقایق پایانی مقابل مقدونیه شمالی از راهیابی به جام جهانی ۲۰۲۲ بازماند.

#### لیگ ملت‌های اروپا
او همراه با ایتالیا در فصل ۲۱–۲۰۲۰ در مسابقات لیگ ملت‌های اروپا با برتری مقابل بلژیک به عنوان سوم رسید.
همچنین در فصل ۲۳–۲۰۲۲ لیگ ملت‌های اروپا با برتری مقابل هلند مجدداً به عنوان سوم رسید

#### جدایی
سرانجام پس از قهرمانی یورو ۲۰۲۰ و همچنین دو عنوان سومی در لیگ ملت‌های اروپا در سال‌های ۲۰۲۱ و ۲۰۲۳ در ۱۳ اوت ۲۰۲۳ از سرمبیگری تیم ملی ایتالیا استعفا داد.پس از چند روز مانچینی اعلام کرد که گابریله گراوینا رئیس فدراسیون فوتبال ایتالیا با دخالتهایش، مقصر جدایی او از تیم ملی این کشور است.او تأیید کرد که ماه‌ها به استعفا از سرمربیگری ایتالیا فکر می‌کرده است.

### تیم ملی عربستان
در ۲۷ اوت ۲۰۲۳ او به عنوان سرمربی تیم ملی عربستان انتخاب شد..این قرارداد با دستمزد سالیانه ۳۰ میلیون یورو مانچینی را تبدیل به گران‌ترین سرمربی تاریخ فوتبال کرد.سرانجام در ۲۴ اکتبر ۲۰۲۴ با توافق دو طرفه از سرمربی‌گری تیم ملی فوتبال عربستان کناره‌گیری کرد.در هنگام جدایی، مانچینی بیش از هفتاد درصد از مبلغی که باید به عنوان غرامت دریافت می‌کرد را به فدراسیون فوتبال عربستان بخشید.

## سبک مربیگری
مانچینی با وجود اینکه خود یک مهاجم بوده تأکید زیادی بر کارهای تدافعی دارد تا آنجا که گفت من دوست دارم با نتیجه ۱–۰ در بازی‌ها برنده باشم و بازی خسته‌کننده به نظر برسد ولی در آن بازی به پیروزی برسیم و با وجود بازیکنانی مثل سیلوا و ژکو و توز به احتمال ۹۰ درصد برنده باشیم هرچند که بازی کم گل به نظر برسد. با این وجود برخی مانچینی را یک مربی تدافعی می‌دانند. سبک بازی تدافعی او بارها توسط مطبوعات بریتانیا به چالش کشیده شده و به نظر آن‌ها او با این سبک نمی‌توانست موقعیت زیادی در بازی به دست آورد. با این حال مانچینی زمانی که مربی سیتی شد تیم در دفاع بسیار ضعیف بود اما او توانست همواره یکی از بهترین خطوط دفاعی در لیگ برتر را همراه با این تیم به دست آورد و در فصل اخیر سیتی کمترین گل‌های خورده را داشته است.
سیتی در فصل ۲۰۱۱–۲۰۱۲ با ۲۹ گل خورده بهترین خط دفاع و با ۹۳ گل زده بهترین خط حمله لیگ برتر انگلستان را در اختیار داشت.
مانچینی به خاطر روش‌های تمرینی خود از سوی برخی بازیکنان سیتی مورد انتقاد قرار گرفت و به‌ویژه توسط ریموند و رهجان از مربیان سابق سیتی و همچنین کرگ بلیمی او برخورد قاطعی با بازیکنان سرکش تیم داشت و توانست نظم تیمی را به خوبی در تمرینات به وجود بیاورد او همچنین با برخی بازیکنان از جمله کرگ بلیمی روابط سردی داشت او با جیمی مورفی فیزیو تراپیست تیم و امانوئل آدبایور مشکلاتی داشت و آن‌ها ناراضیان شیوه‌های او در تیم بودند.
مانچینی توانایی خاصی در این دارد تا با استفاده از رسانه‌ها فشار را بر تیم خود کاهش دهد به‌طوری‌که در فصل ۲۰۱۱–۲۰۱۲ وقتی با شکست از آرسنال ۸ امتیاز از صدر جدول عقب افتاد و در حالی که تنها ۶ هفته تا پایان فصل باقی‌مانده بود اعلام کرد تیمش شانسی برای قهرمانی ندارد اما پس از پیشی گرفتن از یونایتد، مانچینی اعلام کرد نظرش عوض شده و تیم او می‌تواند قهرمان شود.

## زندگی شخصی و خانواده
مانچینی در سال ۱۹۸۸ با فدریکا ازدواج کرد و پس از ۲۸ سال است زندگی مشترک با فدریکا از او در سال ۲۰۱۶ جدا شد. او یک کاتولیک است وحضور پر رنگی در خانواده اش دارد. او یک دختر و دو پسر به نام‌های فیلیپو وآندره‌آ دارد که هردوی آن‌ها بازیکن فوتبال هستند و در زمان مربیگری پدرشان در اینتر در این تیم حضور داشتند. فیلیپو در رقابت‌های جام حذفی (کوپا ایتالیا) دقایقی برای اینتر بازی کرد. پسران مانچینی در در تیم منزا از سری C ایتالیا عضویت داشتند. آن‌ها همچنین در مقطعی عضو باشگاه منچستر سیتی بودند. ثروت شخصی مانچینی در سال ۲۰۱۱ حدود ۱۹ میلیون پوند تخمین زده شده است.

## نکات جالب عملکردی و رکوردهای مانچینی

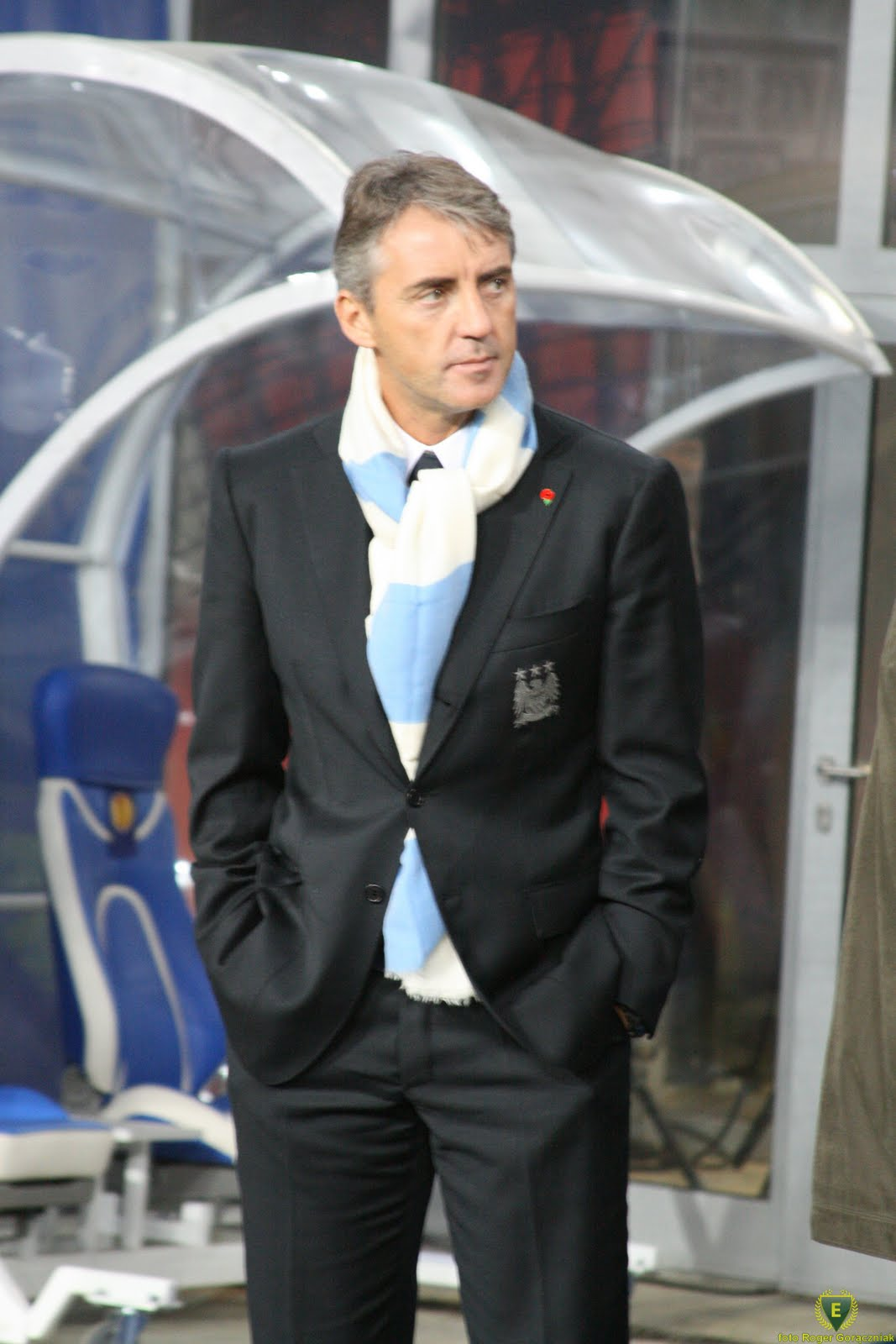
مانچینی معمولاً از شال‌گردن‌هایی به رنگ پیراهن باشگاه استفاده می‌کند

- مانچینی توانست تیم اینتر را پس از ۱۷ سال به مقام قهرمان ایتالیا برساند.[۱]
- او توانست در فصل ۲۰۰۵–۲۰۰۴ رکورد ۴۰ بازی بدون شکست را در رقابت‌های مختلف (جام حذفی ولیگ قهرمانان اروپا و سری آ) رقم بزند این رکورد با شکست در داربی میلان از هم گسست.
- او در فصل ۲۰۰۷–۲۰۰۶ رکورد ۱۷ برد متوالی در سری آ را کسب کرد.[۱۸۶]همچنین با کسب ۳۰ پیروزی در فصل ۲۰۰۷–۲۰۰۶ بیشترین تعداد برد یک تیم دریک فصل تا آن زمان را کسب کرد.[۱۸۷][۱۸۸]
- طی سال‌های ۲۰۰۴ تا ۲۰۰۸ اینتر و رُم ۴ فینال پیاپی جام حذفی را برگزار کردند که این موضوع یک پدیده استثنایی محسوب می‌شود.[۳]
- در ابتدای دوران مربیگری و در تیم فیورنتینا مدتی به خاطر نداشتن مدرک مربیگری با مشکل مواجه شد.
- در زمان حضور (به عنوان مربی) در لاتزیو و فیورنتینا جوان‌ترین مربی حاضر در سری آ شناخته می‌شد.
- او در زمانی که مربی لاتزیو بود تنها مربی شاغل در سری آ بود که در هیئت مدیره باشگاه هم عضویت داشت.
- در زمانی که مانچینی مربی اینتر بود (در سال ۲۰۰۵–۲۰۰۶) با وجود اینکه اینتر به مقام سوم دست یافته بود، به خاطر شرکت یوونتوس و میلان در تبانی (کالچو پولی) عنوان قهرمانی به اینتر رسید.
- مانچینی ۵ دوره پیاپی بین سال‌های ۲۰۰۴ تا ۲۰۰۸ به فینال جام حذفی ایتالیا رسید که یک بار با لاتزیو و ۴ بار همراه با اینتر میلان رسید.[۳]
- به خاطر موفقیت‌های فراوان در جام حذفی ایتالیا در دوران بازیگری و مربیگری، به مانچینی لقب «آقای جام حذفی» دادند (او ۴ بار به عنوان مربی و ۶ بار به عنوان بازیکن به این عنوان دست یافته است).[۱۸۹][۱۹۰]
- بسیاری مانچینی را به خاطر شال‌گردن‌های معروفش می‌شناسند. شاید او اولین مربی باشد که مد اختصاصی خود را دارد. نکته جالب در مورد این شال گردن‌ها این است که آن‌ها همیشه به رنگ پیراهن باشگاهی است که مانچینی در آن مربیگری می‌کند.[۱۹۱]
- مانچینی بعد از عقد قرارداد با منچستر سیتی به یکی از مربیانی تبدیل شد که بیشترین حقوق را دریافت می‌کند.[۷۰]
- مانچینی توانست به همراه منچستر سیتی ۲۰ پیروزی متوالی در بازی‌های خانگی و در لیگ برتر انگلستان بدست آورد این رکورد با تساوی ۳ بر ۳ مقابل ساندرلند پایان یافت.[۵۹][۶۰]
- او در سال ۲۰۱۱ توانست با قهرمانی در جام حذفی انگلستان منچستر سیتی را پس از ۳۵ سال قهرمان یک جام معتبر کند.[۴۰][۴۱]
- با قهرمانی در لیگ برتر انگلستان، این تیم را پس از ۴۴ سال قهرمان لیگ انگلستان کرد.[۶۱][۶۲][۶۳]
- او بنا به گزارش فرانس فوتبال سومین مربی پردرآمد جهان در فصل۲۰۱۴–۲۰۱۳ شناخته شد[۱۹۲][۱۹۳].
- بنا به گزارش مارکا نام او در میان ۱۰ مربی قرار دارد که بین سال‌های ۲۰۰۵ تا ۲۰۱۵ بیشترین مخارج را در بازار نقل و انتقالات انجام داده‌اند[۱۹۴]
- در سال ۲۰۱۵ و در بازی اینتر برابر ساسولو او ۱۱ بازیکن از ۱۱ ملیت متفاوت را در ترکیب اینتر میلان قرار داد.[۱۹۵]
- او در سال ۲۰۱۹ موفق شد رکورد ۱۱ پیروزی متوالی با تیم ملی ایتالیا را به ثبت برساند.[۱۹۶][۱۹۷]
- ایتالیا در ۸ سپتامبر ۲۰۲۱ و پس از برتری مقابل لیتوانی با رساندن رکورد خود به ۳۷ بازی بدون شکست به تنهایی صاحب عنوان شکست‌ناپذیرترین تیم ملی در تاریخ فوتبال جهان شد[۱۹۸][۱۹۹][۲۰۰]این رکورد با شکست مقابل اسپانیا در لیگ ملت‌های اروپا متوقف شد.[۲۰۱]
- روبرتو مانچینی موفق شد در مجموع ۴۴ بازی که هدایت آتزوری را بر عهده داشته به ۳۰ پیروزی دست پیدا کند که در نوع خود آمار فوق‌العاده ای محسوب می‌شود. در واقع روبرتو مانچینی حالا سریع‌ترین سرمربی تاریخ ایتالیا محسوب می‌شود که به رکورد ۳۰ پیروزی با این تیم دست یافته است.[۲۰۲]

## افراد و دوستان اثرگذار در زندگی حرفه‌ای
افرادی که در زندگی حرفه‌ای مانچینی اثرگذار بوده‌اند عبارتند از اسون گوران اریکسون، سینیشا میهایلوویچ، جانلوکا ویالی و خوان سباستین ورون. این دوستی‌ها از زمان حضور آن‌ها در سمپدوریا آغاز شد.
- اسون گوران اریکسون: او مربیگری را با دستیاری اسون گوران اریکسون مربی سوئدی در لاتزیو آغاز کرد. اریکسون و مانچینی اولین بار در سمپدوریا با هم آشنا شدند. در آن زمان خریدهای بازیکن تیم سمپدوریا با مشورت اریکسون با مانچینی و ویالی انجام می‌شد. هنوز هم مانچینی اریکسون را استاد خود خطاب می‌کند و همچنین گفته است که اریکسون حکم برادر او را دارد.[۲۰۴][۲۰۵][۲۰۶][۲۰۷][۲۰۸]
- دیگر دوست نزدیک مانچینی ورون[۲۰۹] می‌باشد که در لاتزیو و سمپدوریا با یکدیگر هم‌بازی بودند و در اینتر میلان مانچینی مربی او بود. در ابتدای سال ۲۰۱۰ تماس مانچینی با ورون از سوی رسانه‌های بریتانیا به تلاش برای به خدمت گرفتن او تعبیر شد، اما مانچینی با تکذیب این خبر گفت که رابطه دوستانه آن‌ها و همچنین تبریک برای موفقیت ورون در کسب عنوان مرد سال فوتبال آمریکای جنوبی و سال نو دلیل این تماس بوده است.[۲۱۰][۲۱۱][۲۱۲]
- سینیشا میهایلوویچ دوستی نزدیکی با مانچینی داشت او هم مانند ویالی و ورون در لاتزیو و سمپدوریا با مانچینی هم‌بازی بود و در اینتر میلان مانچینی مربی او بود و سپس میهایلوویچ بعداً در اینتر به عنوان دستیار به همکاری خود با مانچینی را ادامه داد. این رابطه دوستانه حتی در زمانی که مانچینی و میهایلوویچ مربی دو تیم رقیب میلانی بودند نیز ادامه داشت.[۲۱۳] در سال ۲۰۱۹ و پس از ابتلای میهایلوویچ به سرطان خون مانچینی تلاش زیادی کرد تا به دوستش روحیه دهد.[۲۱۴][۲۱۵]
- جانلوکا ویالی نیز سال‌ها با مانچینی سابقه دوستی داشت، شروع این دوستی به باشگاه سمپدوریا بازمی‌گردد زمانی که آن دو زوج طلایی این تیم را تشکیل داده بودند. زمانی که مانچینی مربی ایتالیا شد از ویالی برای همکاری در تیم ملی ایتالیا دعوت کرد، ویالی با وجود بیماری این درخواست را پذیرفت.[۲۱۶][۲۱۷][۲۱۸]

در اواخر سال ۲۰۲۲ سینیشا میهایلوویچ و در اوایل سال ۲۰۲۳ جانلوکا ویالی به فاصله سه هفته از یکدیگر فوت کردند و این موضوع غم سنگینی برای مانچینی بود.

## آمار

### آمار بازیکن
به روز شده در ۲ ژوئن ۲۰۱۲
| فصل            | پاشگاه         | لیگ داخلی   | لیگ داخلی    | لیگ داخلی | کوپا ایتالیا | کوپا ایتالیا | کوپا ایتالیا | اروپا   | اروپا        | اروپا | سوپر جام ایتالیا و اروپا | سوپر جام ایتالیا و اروپا | سوپر جام ایتالیا و اروپا | کل           | کل   |
| فصل            | پاشگاه         | مسابقات     | تعداد بازی‌ها | گل‌ها      | مسابقات      | تعداد بازی‌ها | گل‌ها         | مسابقات | تعداد بازی‌ها | گل‌ها  | مسابقات                  | تعداد بازی‌ها             | گل‌ها                     | تعداد بازی‌ها | گل‌ها |
| -------------- | -------------- | ----------- | ------------ | --------- | ------------ | ------------ | ------------ | ------- | ------------ | ----- | ------------------------ | ------------------------ | ------------------------ | ------------ | ---- |
| ۱۹۸۱–۱۹۸۲      | بولونیا        | A           | ۳۰           | ۹         | CI           | ۱            | ۰            |         | -            | -     |                          | -                        | -                        | ۳۱           | ۹    |
| ‎۱۹۸۲–۱۹۸۳      | سمپدوریا       | A           | ۲۲           | ۴         | CI           | ۵            | ۱            |         | -            | -     |                          | -                        | -                        | ۲۷           | ۵    |
| ‎۱۹۸۳–۱۹۸۴      | سمپدوریا       | A           | ۳۰           | ۸         | CI           | ۸            | ۲            |         | -            | -     |                          | -                        | -                        | ۳۸           | ۱۰   |
| ‎۱۹۸۴–۱۹۸۵      | سمپدوریا       | A           | ۲۴           | ۳         | CI           | ۱۱           | ۳            |         | -            | -     |                          | -                        | -                        | ۳۵           | ۶    |
| ‎۱۹۸۵–۱۹۸۶      | سمپدوریا       | A           | ۲۳           | ۶         | CI           | ۱۱           | ۴            | EWC     | ۴            | ۲     |                          | -                        | -                        | ۳۸           | ۱۲   |
| ‎۱۹۸۶–۱۹۸۷      | سمپدوریا       | A           | ۲۶           | ۶         | CI           | ۵            | ۰            |         | -            | -     |                          | -                        | -                        | ۳۱           | ۶    |
| ‎۱۹۸۷–۱۹۸۸      | سمپدوریا       | A           | ۳۰           | ۵         | CI           | ۱۳           | ۳            |         | -            | -     |                          | -                        | -                        | ۴۳           | ۸    |
| ‎۱۹۸۸–۱۹۸۹      | سمپدوریا       | A           | ۲۹           | ۹         | CI           | ۱۱           | ۵            | EWC     | ۸            | ۰     | SI                       | ۰                        | ۰                        | ۴۸           | ۱۴   |
| ‎۱۹۸۹–۱۹۹۰      | سمپدوریا       | A           | ۳۱           | ۱۱        | CI           | ۳            | ۲            | EWC     | ۹            | ۲     | SI                       | ۱                        | ۰                        | ۴۴           | ۱۵   |
| ‎۱۹۹۰–۱۹۹۱      | سمپدوریا       | A           | ۳۰           | ۱۲        | CI           | ۱۰           | ۲            | EWC     | ۵            | ۲     | SE                       | ۲                        | ۰                        | ۴۷           | ۱۶   |
| ‎۱۹۹۱–۱۹۹۲      | سمپدوریا       | A           | ۲۹           | ۶         | CI           | ۶            | ۲            | EC      | ۹            | ۴     | SI                       | ۱                        | ۱                        | ۴۵           | ۱۳   |
| ‎۱۹۹۲–۱۹۹۳      | سمپدوریا       | A           | ۳۰           | ۱۵        | CI           | ۲            | ۰            |         | -            | -     |                          | -                        | -                        | ۳۲           | ۱۵   |
| ‎۱۹۹۳–۱۹۹۴      | سمپدوریا       | A           | ۳۰           | ۱۲        | CI           | ۷            | ۰            |         | -            | -     |                          | -                        | -                        | ۳۷           | ۱۲   |
| ‎۱۹۹۴–۱۹۹۵      | سمپدوریا       | A           | ۳۱           | ۹         | CI           | ۲            | ۱            | EWC     | ۴            | ۲     | SI                       | ۱                        | ۰                        | ۳۸           | ۱۲   |
| ‎۱۹۹۵–۱۹۹۶      | سمپدوریا       | A           | ۲۶           | ۱۱        | CI           | ۲            | ۱            |         | -            | -     |                          | -                        | -                        | ۲۸           | ۱۲   |
| ‎۱۹۹۶–۱۹۹۷      | سمپدوریا       | A           | ۳۳           | ۱۵        | CI           | ۲            | ۰            |         | -            | -     |                          | -                        | -                        | ۳۵           | ۱۵   |
| کل-سمپدوریا    | کل-سمپدوریا    | کل-سمپدوریا | ۴۲۴          | ۱۳۲       |              | ۹۸           | ۲۶           |         | ۳۹           | ۱۲    |                          | ۵                        | ۱                        | ۵۶۶          | ۱۷۱  |
| ‎۱۹۹۷–۱۹۹۸      | لاتزیو         | A           | ۳۴           | ۵         | CI           | ۸            | ۱            | UC      | ۱۰           | ۳     |                          | -                        | -                        | ۵۲           | ۹    |
| ‎۱۹۹۸–۱۹۹۹      | لاتزیو         | A           | ۳۳           | ۱۰        | CI           | ۶            | ۲            | EWC     | ۷            | ۰     | SI                       | ۱                        | ۰                        | ۴۷           | ۱۲   |
| ‎۱۹۹۹–۲۰۰۰      | لاتزیو         | A           | ۲۰           | ۰         | CI           | ۷            | ۳            | UCL     | ۹            | ۰     | SE                       | ۱                        | ۰                        | ۳۷           | ۳    |
| کل-لاتزیو      | کل-لاتزیو      | کل-لاتزیو   | ۸۷           | ۱۵        |              | ۲۱           | ۶            |         | ۲۶           | ۳     |                          | ۲                        | ۰                        | ۱۳۶          | ۲۴   |
| ۲۰۰۱           | لسترسیتی       | PL          | ۴            | ۰         |              |              |              |         |              |       |                          |                          |                          |              |      |
| Total – Career | Total – Career |             | ۵۴۱          | ۱۵۶       |              | ۱۲۰          | ۳۲           |         | ۶۵           | ۱۵    |                          | ۷                        | ۱                        | ۷۳۳          | ۲۰۴  |

توضیح (رقابتها)
A: مسابقات سری آ – CI: مسابقات کوپا ایتالیا – EWC: مسابقات جام در جام اروپا – EC: مسابقات لیگ قهرمانان اروپا – UC: مسابقات جام یوفا – UCL: مسابقات لیگ قهرمانان اروپا – SI:مسابقات سوپر جام ایتالیا – SE: مسابقات سوپر جام اروپا

### آمار ملی
| تیم ملی فوتبال ایتالیا | تیم ملی فوتبال ایتالیا | تیم ملی فوتبال ایتالیا |
| سال                    | بازی                   | گل                     |
| ---------------------- | ---------------------- | ---------------------- |
| ۱۹۸۴                   | ۲                      | ۰                      |
| ۱۹۸۶                   | ۱                      | ۰                      |
| ۱۹۸۷                   | ۶                      | ۰                      |
| ۱۹۸۸                   | ۹                      | ۱                      |
| ۱۹۸۹                   | ۱                      | ۰                      |
| ۱۹۹۰                   | ۳                      | ۰                      |
| ۱۹۹۱                   | ۶                      | ۰                      |
| ۱۹۹۲                   | ۱                      | ۰                      |
| ۱۹۹۳                   | ۶                      | ۳                      |
| ۱۹۹۴                   | ۱                      | ۰                      |
| جمع                    | ۳۶                     | ۴                      |

گل‌های ملی
| گل | تاریخ            | محل برگزاری                          | حریف   | حساب امتیازات (تابلوی نتیجه) | نتیجه | رقابت‌های              |
| -- | ---------------- | ------------------------------------ | ------ | ---------------------------- | ----- | --------------------- |
| ۱. | ژوئن ٬۱۲ ۱۹۸۸    | رین استادیوم، دوسلدورف، آلمان غربی   | آلمان  | ۱–۰                          | ۱–۱   | یورو ۱۹۸۸             |
| ۲. | مارس ٬۲۴ ۱۹۹۳    | ورزشگاه رنزو باربرا، پالرمو، ایتالیا | مالت   | ۴–۰                          | ۶–۱   | مقدماتی جام جهانی۱۹۹۴ |
| ۳. | مارس ٬۲۴ ۱۹۹۳    | ورزشگاه رنزو باربرا، پالرمو، ایتالیا | مالت   | ۶–۱                          | ۶–۱   | مقدماتی جام جهانی۱۹۹۴ |
| ۴. | سپتامبر ٬۲۲ ۱۹۹۳ | ورزشگاه کادریورگ، تالین، استونی      | استونی | ۲–۰                          | ۳–۰   | مقدماتی جام جهانی۱۹۹۴ |

### آمار مربی‌گری
تا تاریخ ۲۴ اکتبر ۲۰۲۴
| تیم              | از    | تا    | نتایج | نتایج | نتایج | نتایج | نتایج   |
| تیم              | از    | تا    | بازی  | برد   | تساوی | باخت  | پیروزی% |
| ---------------- | ----- | ----- | ----- | ----- | ----- | ----- | ------- |
| فیورنتینا        | ۲۰۰۱  | ۲۰۰۲  | ۴۳    | ۱۲    | ۹     | ۲۲    | ۰۲۸     |
| لاتزیو           | ۲۰۰۲  | ۲۰۰۴  | ۱۰۲   | ۴۹    | ۳۲    | ۲۱    | ۰۴۸     |
| اینتر میلان      | ۲۰۰۴  | ۲۰۰۸  | ۲۲۶   | ۱۴۰   | ۶۰    | ۲۶    | ۰۶۲     |
| منچسترسیتی       | ۲۰۰۹  | ۲۰۱۳  | ۱۹۱   | ۱۱۳   | ۳۸    | ۴۰    | ۰۵۹     |
| گالاتاسرای       | ۲۰۱۳  | ۲۰۱۴  | ۴۶    | ۲۴    | ۱۳    | ۹     | ۰۵۲     |
| اینتر میلان      | ۲۰۱۴  | ۲۰۱۶  | ۷۷    | ۳۶    | ۱۸    | ۲۳    | ۰۴۷     |
| زنیت سن پترزبورگ | ۲۰۱۷  | ۲۰۱۸  | ۴۵    | ۲۲    | ۱۳    | ۱۰    | ۰۴۹     |
| ایتالیا          | ۲۰۱۸  | ۲۰۲۳  | ۶۱    | ۳۷    | ۱۵    | ۹     | ۰۶۱     |
| عربستان سعودی    | ۲۰۲۳  | ۲۰۲۴  | ۲۰    | ۸     | ۷     | ۵     | ۰۴۰     |
| مجموع            | مجموع | مجموع | ۸۱۱   | ۴۴۱   | ۲۰۵   | ۱۶۵   | ۰۵۴     |

## افتخارات

### افتخارات به عنوان بازیکن
سمپدوریا
- سری آ(۱): ۹۱–۱۹۹۰
- جام حذفی فوتبال ایتالیا(۴): ۸۵–۱۹۸۴، ۸۸–۱۹۸۷، ۸۹–۱۹۸۸، ۹۴–۱۹۹۳
- لیگ قهرمانان اروپا: ۹۲–۱۹۹۱ نایب قهرمان
- جام در جام اروپا(۱): ۹۰–۱۹۸۹
  - نایب قهرمان ۸۹–۱۹۸۸

لاتزیو
- سری آ(۱): ۲۰۰۰–۱۹۹۹
- جام حذفی فوتبال ایتالیا(۲): ۹۸–۱۹۹۷، ۲۰۰۰–۱۹۹۹
- جام در جام اروپا(۲): ۹۹–۱۹۹۸، ۹۰–۱۹۸۹
- سوپر جام اروپا(۱): ۱۹۹۹

ایتالیا
- جام جهانی فوتبال ۱۹۹۰: مقام سوم

### افتخارات شخصی به عنوان بازیکن
- بازیکن سال سری آ ایتالیا: ۱۹۹۷
- بازیکن سال ایتالیا: ۱۹۹۷
- جایزه «جرین دورو» به عنوان بهترین بازیکن سری آ: ۱۹۸۸، ۱۹۹۱

### افتخارات به عنوان مربی
فیورنتینا
- جام حذفی فوتبال ایتالیا(۱): ۰۱–۲۰۰۰

لاتزیو
- جام حذفی فوتبال ایتالیا(۱): ۰۴–۲۰۰۳

اینتر میلان
- سری آ(۳): ۰۶–۲۰۰۵، ۰۷–۲۰۰۶، ۰۸–۲۰۰۷
- جام حذفی فوتبال ایتالیا(۲): ۰۵–۲۰۰۴، ۰۶–۲۰۰۵
- سوپر جام فوتبال ایتالیا(۲): ۲۰۰۵، ۲۰۰۶

منچستر سیتی
- لیگ برتر فوتبال انگلستان(۱): ۱۲–۲۰۱۱
- جام حذفی فوتبال انگلستان(۱): ۱۱–۲۰۱۰
- سوپر جام فوتبال انگلستان(۱): ۲۰۱۲

گالاتاسرای
- جام حذفی فوتبال ترکیه(۱): ۱۴–۲۰۱۳

ایتالیا
- جام ملت‌های اروپا(۱): ۲۰۲۰

### افتخارات شخص به عنوان مربی
- بهترین مربی ماه لیگ برتر انگلستان: در دسامبر ۲۰۱۰[۲۲۹] و در اکتبر ۲۰۱۰[۲۳۰]
- بهترین مربی سال ۲۰۲۱ جهان به انتخاب ورلد ساکر[۲۳۱]
- بهترین مربی سال ۲۰۲۱ جهان به انتخاب گلوب ساکر[۲۳۲][۲۳۳]